# Hydrophylle
Hydrophyllum
Pour l’article ayant un titre homophone, voir Hydrophile.
Genre
Classification APG III (2009)
Hydrophyllum (les hydrophylles) est un genre de plantes dicotylédones, de la famille des Hydrophyllaceae, dont toutes les espèces sont originaires d'Amérique du Nord et sont trouvées dans les sols humides ou mésiques.

## Liste d'espèces
Selon GBIF (03 juin 2022):
- Hydrophyllum appendiculatum
- Hydrophyllum brownei
- Hydrophyllum canadense L. — Hydrophylle du Canada
- Hydrophyllum capitatum
- Hydrophyllum cochinchinense
- Hydrophyllum erectum
- Hydrophyllum fendleri
- Hydrophyllum hirtum
- Hydrophyllum macrophyllum
- Hydrophyllum occidentale
- Hydrophyllum tenuipes
- Hydrophyllum virginianum L. — Hydrophylle de Virginie